# Goulwena an Henaff
Goulwena an Henaff, née en 1978 à Locronan, est une présentatrice, doubleuse et comédienne française, brittophone et francophone. Sur France 3 Bretagne, elle anime les émissions Bali Breizh (« Boulevard de Bretagne ») et Mouchig-Dall. Elle est également coauteur et actrice dans la série Ken tuch depuis 2008.

## Biographie
Goulwena est née de parents pâtissiers bretonnants, Annaïg et Ronan Le Henaff et est la nièce du graphiste Fañch Le Henaff. Elle a effectué sa scolarité, de la maternelle à la 3e, dans une école Diwan, au collège à Le Relecq-Kerhuon, puis, faute de lycée Diwan à l’époque, elle est allée dans un lycée « traditionnel », sans enseignement du breton, le Likès à Quimper. Après le bac elle passe une licence de breton et un DEUG d’espagnol.
Lors d’un documentaire dans la pâtisserie de Locronan de ses parents, elle répond aux questions de l’intervieweuse Marie Kermarrec, ce qui amène Fañch Broudig, responsable des émissions en langue bretonne à France 3, à la solliciter pour présenter des programmes à ses côtés. Âgée de 20 ans, elle accepte et apprend le métier à la suite de plusieurs expériences.
Sur France 3 Bretagne, elle coprésente Red An Amzer (« Le Cours du temps »). Mal à l'aise dans son rôle de chroniqueuse, elle évoque un départ auprès de son directeur mais décide de rester pour l'invité suivant, Alan Stivell. L'entretien se passe bien et elle continue finalement l'émission. En 2000, elle présente un treize minutes hebdomadaire, chaque samedi, Du Mañ Du Se, puis un huit minutes chaque dimanche, Te ha Me (« Toi et moi »). En avril 2003, France 3 lui ajoute une nouvelle corde à son arc : la co-présentation d'un programme pour les petits le mercredi, Mouchig Dall  (« Colin-maillard »), jusqu'en juin 2012.
Depuis septembre 2011, elle pilote l'émission Bali Breizh qui remplace Red An Amzer. Elle est aussi coanimatrice du Cyber fest-noz (diffusés par An Tour Tan), des Prizioù (diffusés sur France 3 Bretagne), de la Nuit de la Bretagne...
En 2010, elle obtient le prix Prizioù de la meilleure création en télé ou sur le web pour la série Ken Tuch’ (« À plus ! ») qu'elle a écrit avec Étienne Strubel (Production LBK et diffusion Brezhoweb). En 2011, elle réalise le doublage en breton et français dans le film Bienvenue à Bric-à-Broc / Degemer mat e Plik ha Plak. En 2012, elle joue dans Lann Vraz, la première fiction longue entièrement réalisée en langue bretonne. En 2013, elle réalise un court-métrage, Gant Dale, produit par Seveniñ.